# سيجارة (دار خوين)
سيجارة (بالفارسية: سگاره) هي منطقة سكنية تقع في إيران في قسم دار خوين الريفي. يقدر عدد سكانها بـ 194 نسمة بحسب إحصاء 2016.